# Người chuyển giới

Cờ của cộng đồng người chuyển giới: màu xanh da trời đại diện cho nam giới, màu hồng đại diện cho nữ giới, màu trắng đại diện cho người phi nhị nguyên giới và những người đã trải qua phẫu thuật chuyển giới.

Người chuyển giới (tiếng Anh: transgender), hay còn gọi là người hoán tính, là người mà bản dạng giới hoặc thể hiện giới không tương ứng với chỉ định giới lúc sinh của họ. Ví dụ, một người nữ hoàn chỉnh mang bộ phận sinh dục nữ nhưng lại tự cho bản thân là nam, hoặc một người nam hoàn chỉnh nhưng lại tự cho bản thân là nữ. Trong thực tế, nhiều người chuyển giới chưa hề thực hiện chuyển đổi giới tính (chưa phẫu thuật chuyển đổi bộ phận sinh dục), vì vậy cần tránh nhầm lẫn họ với Người đã thực hiện chuyển đổi giới tính (là những người đã tiến hành phẫu thuật chuyển đổi bộ phận sinh dục của nam thành nữ hoặc ngược lại)
Theo Bảng phân loại quốc tế về bệnh tật ban hành năm 2019 của Tổ chức Y tế Thế giới, người chuyển giới gặp phải chứng bệnh tâm thần có tên "rối loạn định dạng giới" (nay được đổi tên là "Bức bối giới/Không phù hợp giới"), chứng bệnh này khiến họ cảm thấy khó chịu về giới tính của cơ thể, và một số đã tìm cách chuyển giới như tiêm nội tiết tố, phẫu thuật chuyển đổi giới tính. Tuy nhiên, việc tiêm hormone và phẫu thuật sẽ để lại nhiều di chứng về sức khỏe, vì vậy Liệu pháp tâm lý nên được sử dụng để họ không còn cảm thấy muốn chuyển giới nữa. Theo nhiều chuyên gia, việc chuyển giới chỉ nên thực hiện với người lưỡng tính (người có bộ phận sinh dục bị khuyết tật, không xác định rõ là nam hay nữ)
Giới tính của một người chủ yếu được xác định dựa vào đặc điểm bộ phận sinh dục. Người đã thực hiện chuyển đổi giới tính được định nghĩa là người đã phẫu thuật nhằm chuyển đổi bộ phận sinh dục của nam thành nữ hoặc ngược lại (cắt bỏ dương vật và tinh hoàn rồi tạo hình âm đạo giả đối với nam chuyển giới, hoặc cắt bỏ âm đạo và buồng trứng rồi tạo hình dương vật giả đối với nữ chuyển giới) Các dạng phẫu thuật thẩm mỹ khác có thể đi kèm (tiêm nội tiết tố, phẫu thuật ngực, khuôn mặt...) nhưng chúng không được coi là phẫu thuật chuyển giới, vì chỉ khi can thiệp vào bộ phận sinh dục thì mới được coi là chuyển giới.
Nhiều người chuyển giới không phẫu thuật bộ phận sinh dục mà chỉ sử dụng nội tiết tố và/hoặc phẫu thuật ngực, những trường hợp này thực chất vẫn mang giới tính cũ chứ chưa hề chuyển đổi giới tính, bởi các bộ phận sinh dục, các tuyến nội tiết giới tính trong cơ thể họ vẫn còn nguyên vẹn và còn đầy đủ chức năng. Nếu ngừng sử dụng thì chỉ sau một thời gian ngắn (khoảng mấy tháng), nội tiết tố nhân tạo sẽ bị cơ thể đào thải, và các đặc điểm giới tính của họ sẽ quay trở về như giới tính ban đầu. Bởi vậy, để tránh sự mập mờ về giới tính (giấy tờ tùy thân là "nam" nhưng bộ phận sinh dục lại của "nữ" hoặc ngược lại), đa số các nước chỉ cho phép thay đổi giới tính trên giấy tờ tùy thân sau khi người chuyển giới đã phẫu thuật thay đổi bộ phận sinh dục, còn nếu chỉ sử dụng nội tiết tố và phẫu thuật ngực thì vẫn chưa thể được thay đổi giới tính trên giấy tờ tùy thân và hộ tịch
Các biện pháp chuyển đổi giới tính thường không được thực hiện với trẻ em dưới 18 tuổi (do chưa đủ tuổi trưởng thành và nguy cơ tai biến y tế cao), chỉ một số trường hợp hiếm hoi có thể được thực hiện với những lý do khẩn cấp. Riêng trẻ sơ sinh liên giới tính (một dạng dị tật khiến bộ phận sinh dục không được định hình chính xác) có thể trải qua các biện pháp can thiệp chỉ ít lâu sau khi sinh, với sự đồng ý của cha mẹ
Nhiều chuyên gia y tế khẳng định rằng không nên thực hiện chuyển giới cho những người có cơ thể đã hoàn thiện về giới tính vì nhiều hậu quả về sức khỏe sẽ xảy ra, thay vào đó nên trị liệu tâm lý để họ không còn muốn chuyển giới nữa. Việc chuyển giới chỉ nên thực hiện với người lưỡng tính (người có bộ phận sinh dục bị khuyết tật, không xác định rõ là nam hay nữ) Một số chuyên gia như Paul R. McHugh (giám đốc Khoa Tâm thần và Khoa học Hành vi Đại học Johns Hopkins) đi xa hơn, tuyên bố rằng việc chuyển đổi giới tính là vô đạo đức do nó sẽ "phá hủy một cơ thể khỏe mạnh", và nên cấm thực hiện hoạt động này đối với những người có cơ thể đã hoàn thiện về giới tính
Do nhiều hệ lụy về y tế, văn hóa và xã hội, hiện chỉ có 71 quốc gia (trên tổng số 220 quốc gia và vùng lãnh thổ) cho phép phẫu thuật chuyển giới, trong đó chỉ có 10 quốc gia ở châu Á. Nhiều nước (như Philippines) chỉ cho phép phẫu thuật chuyển giới đối với người lưỡng tính (người có bộ phận sinh dục bị khuyết tật, không xác định rõ là nam hay nữ), còn những người có cơ thể đã hoàn thiện về giới tính thì không cho phép chuyển giới

## Nguyên nhân
Năm 1980, hiện tượng chuyển giới (Transgender) đã được Hiệp hội Tâm thần học Mỹ (APA) chính thức phân loại là một dạng bệnh tâm thần, có tên gọi Rối loạn định dạng giới.
Người chuyển giới thì có cơ thể hoàn toàn bình thường, nhưng về mặt tâm thần của họ có những biểu hiện sau:
- Tự cho bản thân thuộc giới tính khác: những người này có cơ thể hoàn toàn bình thường nhưng tự cho bản thân thuộc giới tính khác, một số tìm cách thực hiện chuyển đổi giới tính bằng các phương pháp phẫu thuật và sinh hóa (tiêm nội tiết tố - Hormone).
- Trạng thái tự cải trang quần áo để biểu lộ thành giới khác: những người này thích ăn mặc, đi đứng nói năng như người khác giới (nam ăn mặc và nói chuyện yểu điệu như nữ, hoặc nữ ăn mặc và nói năng mạnh mẽ như nam).

Những trường hợp này còn gọi là Rối loạn định dạng giới (gender identity disorder). Các điều khoản chẩn đoán về chuyển giới, rối loạn định dạng giới ở thanh thiếu niên và người trưởng thành được liệt kê chung trong Bảng phân loại quốc tế về bệnh tật (ICD) và Thống kê các chứng rối loạn tâm thần (DSM) của Hội chẩn đoán y khoa Hoa Kỳ. Trong Cẩm nang chẩn đoán và thống kê các rối loạn tâm thần phiên bản 5 (DSM-V), được phát hành vào năm 2013 và đang được sử dụng ở Hoa Kỳ và Canada, chứng bệnh "Rối loạn định dạng giới" được đổi tên thành "Bức bối giới tính" (hoặc "Phiền muộn giới tính")
Rối loạn định dạng giới cũng được WHO phân loại như là một chứng rối loạn tâm thần trong Bảng phân loại quốc tế về bệnh tật phiên bản 10 (ICD-10), biểu hiện của nó là những hành vi, thái độ chối bỏ giới tính của bản thân mình, gồm các tiêu chuẩn chẩn đoán:
- Muốn được sống và chấp nhận như một người khác giới tính, thường đi kèm với những mong muốn làm cho cơ thể, ngoại hình càng giống người khác giới càng tốt (qua trang phục, đi đứng, cách cư xử, thậm chí qua phẫu thuật chuyển giới), dù các bộ phận giới tính và sinh lý cơ thể của họ hoàn toàn bình thường và không bị dị tật.
- Tâm lý trên tồn tại liên tục trong ít nhất hai năm.

Trong Bảng phân loại quốc tế về bệnh tật phiên bản 11 (ICD-11) của Tổ chức Y tế Thế giới, có hiệu lực từ ngày 1 tháng 1 năm 2022, tại mục "các vấn đề liên quan đến sức khỏe giới tính", chứng bệnh "Rối loạn định dạng giới" được đổi tên là "Không phù hợp về giới". Chứng bệnh này được định nghĩa là "sự bất hợp lý rõ rệt và dai dẳng giữa giới tính trong cảm nhận và giới tính được xác định của một cá nhân". Nó được mã hóa thành ba nhóm:
- Bất hợp giới tính ở tuổi vị thành niên hoặc tuổi trưởng thành (HA60): thay thế F64.0
- Bất hợp giới tính trong thời thơ ấu (HA61): thay thế F64.2
- Bất hợp giới tính, không xác định (HA6Z): thay thế F64.9

Vào năm 1995 và 2000, 2 nhóm nghiên cứu độc lập so sánh một vùng của não bộ (BSTc) của cả phụ nữ và đàn ông chuyển giới lẫn hợp giới. BSTc của đàn ông to và dày đặc gấp đôi phụ nữ, đây có vẻ là một đặc trưng để so sánh não giữa nam và nữ. Cả hai nhóm đều phát hiện ra rằng phụ nữ chuyển giới có BSTc giống với phụ nữ hợp giới và đàn ông chuyển giới cũng có BSTc giống đàn ông hợp giới. Mặc dù việc trị liệu nội tiết tố có thể ảnh hưởng đến các kết quả nói trên, điều này gợi ra một vài giả thuyết: não phát triển chủ yếu trong quá trình mang thai, và những người chuyển giới nam có thể bị thiếu estrogen khi họ còn là bào thai nằm trong bụng mẹ, có thể là do thiếu nội tiết tố trong môi trường hoặc phôi thai tiếp thu tín hiệu yếu. Như vậy, nguyên nhân dẫn tới việc một người là chuyển giới dường như phụ thuộc vào cấu trúc não của bản thân họ, về việc họ sinh ra có não mang đặc điểm của giới tính nào.
Ước tính có khoảng 0,005% đến 0,014% nam giới và 0,002% đến 0,003% nữ giới được chẩn đoán mắc chứng Rối loạn định dạng giới, dựa trên các tiêu chí chẩn đoán hiện tại Rối loạn định dạng giới nếu không được phát hiện và chữa trị thì tâm lý trên sẽ trở nên mạnh hơn, bệnh nhân sẽ có những hành vi nhằm chối bỏ giới tính của cơ thể (như ăn mặc, nói năng... như người khác giới) và muốn được tiến hành phẫu thuật chuyển đổi giới tính. Theo một đánh giá có hệ thống năm 2016 ở các nước Âu - Mỹ, ước tính cứ 100.000 người tại đây thì có 9,2 người đã thực hiện hoặc từng yêu cầu phẫu thuật chuyển giới tính hoặc sử dụng liệu pháp nội tiết tố chuyển giới; trong số đó thì có 6,8 người (tương đương 0,0068%) đã thực hiện các can thiệp y tế dành riêng cho người chuyển giới
Tiến sĩ Paul R. McHugh – trưởng khoa tâm thần của Bệnh viện Johns Hopkins, Giáo sư tâm thần với danh hiệu phục vụ xuất sắc (Distinguished Service Professor) khẳng định: người chuyển giới (Transgender) là một chứng rối loạn tâm thần có tên là rối loạn định dạng giới và họ cần được điều trị về tâm lý, chuyển đổi giới tính thực ra là việc "phá hủy một cơ thể khỏe mạnh" và không thể thành công (vì các bộ phận nhân tạo không thể có chức năng như bộ phận tự nhiên). Những người cổ vũ hợp pháp hóa việc phẫu thuật chuyển giới đã vô tình ủng hộ việc bệnh nhân rối loạn tâm thần tự tàn phá cơ thể mình, trong khi lẽ ra phải giúp họ chữa trị về tâm thần để không còn muốn chuyển giới nữa. Ông nói:
Những người lập chính sách và truyền thông đã không làm việc có ích cho công chúng hoặc những người nghĩ rằng giới tính của họ không đúng với thể chất. Trái lại, họ bóp méo bản chất rối loạn tâm thần của những người này thành một dạng "nhân quyền cần được bảo vệ", họ cổ vũ người chuyển giới "sống thật với bản thân", trong khi bản chất thực sự của chuyển giới là một rối loạn tâm thần cần có sự thông hiểu, điều trị và phòng ngừa.
Cảm giác mãnh liệt về việc chối bỏ giới tính cơ thể đã tạo nên một rối loạn tâm thần theo hai khía cạnh. Thứ nhất là sự không tương ứng giữa tâm lý với thực tại thể chất. Khía cạnh thứ hai là cảm giác này có thể đưa đến kết quả tâm lý rất đáng sợ: Đây là một rối loạn tâm thần gây hại tương tự như việc một người gầy ốm nhưng lại chán ăn và luôn nghĩ rằng họ bị thừa cân
Những người ủng hộ chuyển giới không muốn biết rằng những nghiên cứu cho thấy khoảng 70-80% trẻ em bộc lộ những cảm giác rối loạn giới tính đã mất đi những cảm giác này một cách tự nhiên theo thời gian. Và vì thế, chúng tôi (Bệnh viện Johns Hopkins) đã ngừng phẫu thuật chuyển giới, vì làm hài lòng một bệnh nhân tâm thần không thể là lý do biện minh cho việc cắt cụt những bộ phận bình thường của cơ thể họ.
Thay đổi giới tính vốn là điều không thể làm được về mặt sinh học. Những người phẫu thuật chuyển giới sẽ không thay đổi từ nam sang nữ hoặc ngược lại. Thực chất, họ vẫn là những người nam bị nữ hoá hoặc người nữ bị nam hoá. Các tuyên bố kiểu như "chuyển đổi giới tính là quyền dân sự" và việc hợp pháp hóa phẫu thuật chuyển giới thực ra chính là sự cổ súy cho bệnh nhân rối loạn tâm thần tự gây hại cho sức khỏe của mình."

## Các vấn đề về pháp luật
Chuyển đổi giới tính dẫn tới nhiều vấn đề rất phức tạp cả về sức khỏe cá nhân, quan hệ xã hội và pháp lý. Hiện nay, chỉ có 71 quốc gia (trên tổng số 220 quốc gia và vùng lãnh thổ) cho phép phẫu thuật chuyển giới, trong đó có 10 quốc gia ở châu Á. Nhiều nước chỉ cho phép phẫu thuật chuyển giới đối với người lưỡng tính (người có bộ phận sinh dục bị khuyết tật, không xác định rõ là nam hay nữ), còn những người có cơ thể đã hoàn thiện về giới tính thì không cho phép chuyển giới Tại đa số các nước cho phép chuyển giới, người chuyển giới chỉ được thay đổi giới tính trong giấy tờ tùy thân/hộ tịch sau khi cung cấp bằng chứng y tế rằng phẫu thuật chuyển đổi bộ phận sinh dục đã được thực hiện

### Vấn đề pháp lý về hôn nhân
Vấn đề hôn nhân của người chuyển giới là một vấn đề phức tạp. Trong trường hợp người chuyển giới đang có quan hệ hôn nhân, thì sau khi chuyển giới, họ sẽ trở thành người có cùng giới tính với vợ/chồng của mình, như vậy hôn nhân của họ sẽ trở thành hôn nhân đồng giới, nhưng pháp luật đa số các nước trên thế giới không công nhận kiểu hôn nhân này. Để giải quyết vấn đề, các nước như Singapore quy định rằng: nếu người chuyển giới đang có quan hệ hôn nhân, thì trước khi thay đổi giới tính trên giấy tờ tùy thân và hộ tịch, quan hệ hôn nhân của họ sẽ phải được tòa án hủy bỏ Nhiều nước như Trung Quốc, Nhật Bản... thì quy định chặt chẽ hơn: một người chỉ được chuyển giới khi đang độc thân và không có con cái (để tránh ảnh hưởng tiêu cực tới vợ chồng và con cái của họ)

## Điều kiện để chuyển đổi giới tính trên giấy tờ tùy thân và hộ tịch
Pháp luật các nước xác định giới tính của một người chủ yếu dựa vào đặc điểm bộ phận sinh dục. Vì vậy, tại đa số các nước cho phép chuyển giới, người chuyển giới chỉ được thay đổi giới tính trong giấy tờ tùy thân/hộ tịch sau khi cung cấp bằng chứng y tế rằng phẫu thuật chuyển đổi bộ phận sinh dục đã được thực hiện
Hiện nay, có một số quốc gia như Hà Lan không yêu cầu phải phẫu thuật chuyển đổi bộ phận sinh dục để thay đổi giới tính trong giấy tờ tùy thân và hộ tịch. Theo đó, tại những nước này, chỉ cần sử dụng nội tiết tố hoặc phẫu thuật ngực, hoặc thậm chí chỉ cần có giấy xác nhận tâm lý muốn chuyển giới do bệnh viện cấp là sẽ được thay đổi giới tính trong giấy tờ tùy thân Tuy nhiên, cơ quan lập pháp tại nhiều nước khác cho rằng quy định theo hướng "thả lỏng" như vậy sẽ tạo ra sự mâu thuẫn giữa giới tính cơ thể và giới tính trên giấy tờ tùy thân của nhiều người. Cụ thể, nhiều người vẫn có bộ phận sinh dục nam nhưng giấy tờ tùy thân của họ lại chuyển thành "nữ" hoặc ngược lại (do những người đó chưa hề phẫu thuật chuyển đổi bộ phận sinh dục). Điều này sẽ gây ra nhiều rủi ro pháp lý và xã hội:
- Nếu người đó đăng ký kết hôn, thì trên giấy tờ họ khác giới tính với vợ/chồng mình, nhưng trong thực tế thì đó là 2 người cùng giới tính (do vẫn có cùng kiểu bộ phận sinh dục), như vậy là gián tiếp công nhận hôn nhân đồng tính (trong khi luật pháp đa số các nước không công nhận kiểu hôn nhân này)
- Người được chuyển đổi giới tính trên giấy tờ nhưng không chuyển đổi bộ phận sinh dục, thì vẫn có đầy đủ khả năng sinh dục của giới tính gốc và sinh con với người khác, khi đó thì không thể khai sinh và giải quyết chế độ thai sản (vì người mẹ trên giấy tờ lại là "nam", hoặc người cha trên giấy tờ lại là "nữ")
- Người nam chuyển đổi giấy tờ thành "nữ" thì sẽ được miễn nghĩa vụ quân sự, dù thực tế họ vẫn có đầy đủ năng lực thể chất như các nam công dân khác. Trong trường hợp này, Luật chuyển giới sẽ bị lợi dụng để trốn tránh nghĩa vụ quân sự
- Một số quyền và nghĩa vụ, tuổi nghỉ hưu, tuổi kết hôn, bảo hiểm, chế độ thai sản... được pháp luật quy định khác nhau giữa nam và nữ, nếu có sự khác nhau giữa giới tính cơ thể và giới tính trên giấy tờ tùy thân thì sẽ gây rắc rối trong việc áp dụng.
- Nhiều vấn đề phức tạp khác cũng sẽ nảy sinh trong đời sống xã hội khi bộ phận sinh dục trên cơ thể không giống với giấy tờ tùy thân (ví dụ như đăng ký phòng tại ký túc xá, sử dụng nhà vệ sinh, nhà tắm, khám chữa bệnh...)
- Những người có tâm lý giới tính dễ thay đổi (Linh hoạt giới) sẽ liên tục thay đổi giới tính trên giấy tờ tùy thân của họ tùy theo mong muốn trong từng giai đoạn cuộc đời, dẫn tới khó khăn trong việc quản lý hôn nhân, hộ tịch của nhà nước.
- Nhiều người sẽ hối lộ bác sĩ để được xác nhận là người chuyển giới (dù bản thân họ không hề muốn chuyển giới), nhằm những mục đích vụ lợi như trốn nghĩa vụ quân sự, gian lận tuổi nghỉ hưu, chiếm đoạt trợ cấp...

Tại Argentina, nước này cho phép thay đổi giới tính trong giấy tờ tùy thân và hộ tịch một cách khá dễ dàng (không yêu cầu phẫu thuật bộ phận sinh dục). Một người đàn ông là Sergio Lazarovich đã gây ra vụ tranh cãi lớn về pháp lý khi cố ý lợi dụng kẽ hở này để thay đổi giới tính trên giấy tờ tùy thân từ "nam" sang "nữ" nhằm được về hưu ở tuổi 60 thay vì 65 như những nam giới khác, dù thực tế Sergio không hề muốn chuyển giới, ông đã có vợ con và từng nhiều lần phát ngôn chỉ trích những người chuyển giới
Do những lo ngại về rủi ro pháp lý và xã hội, hiện chỉ có 11 quốc gia (chủ yếu ở châu Âu) cho phép thay đổi giới tính trong giấy tờ tùy thân/hộ tịch mà không yêu cầu phải phẫu thuật chuyển đổi bộ phận sinh dục. Còn tại đa số các nước cho phép chuyển giới (ví dụ như Trung Quốc, Nhật Bản, Hàn Quốc, Singapore...), người chuyển giới chỉ được thay đổi giới tính trong giấy tờ tùy thân và hộ tịch sau khi cung cấp bằng chứng y tế rằng phẫu thuật chuyển đổi bộ phận sinh dục đã được thực hiện

## Phẫu thuật chuyển đổi giới tính
Theo quy trình ở đa số quốc gia cho phép phẫu thuật chuyển đổi giới tính, một người trước khi chuyển giới phải trải qua giai đoạn kiểm tra cuộc sống thực (Real Life Test). Họ phải ăn mặc, sinh hoạt như người có giới tính khác để kiểm tra xem có sẵn sàng chuyển giới hay không..
Quy trình phẫu thuật chuyển đổi giới tính là một chuỗi điều trị tâm lý - nội tiết – phẫu thuật kéo dài. Trong đó, nội tiết tố nhân tạo (hormone) cần phải sử dụng suốt cả đời, trước và sau khi phẫu thuật. Quy trình phẫu thuật chuyển giới gồm các giai đoạn sau: 
- Giai đoạn 1 (trải nghiệm, tư vấn, điều trị tâm lý): Người chuyển giới sẽ phải trải qua ít nhất 1 năm (đôi khi tới 3 năm) để được tư vấn, kiểm tra và theo dõi tâm lý. Họ phải ăn mặc, sinh hoạt như người có giới tính khác để kiểm tra xem có sẵn sàng chuyển giới hay không. Các bác sĩ phải giải thích về mọi nguy cơ sẽ gặp phải (gia đình từ bỏ, mất bạn, mất việc, suy giảm sức khỏe, các tác dụng phụ của nội tiết tố giới tính...) Liệu pháp tâm lý cũng được sử dụng để họ không còn cảm thấy muốn chuyển giới nữa. Sau giai đoạn này thì có khoảng 40% số người bỏ cuộc.
- Giai đoạn 2 (sử dụng nội tiết tố): Người chuyển giới dùng nội tiết tố trong vòng 2 năm để cơ thể họ thay đổi ngoại hình. Nội tiết tố nam giúp cơ thể người nữ xuất hiện các dấu hiệu của giới tính nam như: lông và râu phát triển, ngực thu nhỏ, giọng nói trầm hơn... Nội tiết tố nữ giúp cơ thể người nam xuất hiện các dấu hiệu của giới tính nữ như: râu và cơ bắp giảm, ngực phát triển, kích thước tinh hoàn giảm... Trong giai đoạn này, nếu người đó cảm thấy hối hận hoặc thất vọng, không muốn chuyển giới nữa thì vẫn kịp để dừng lại. Họ chỉ cần ngừng sử dụng nội tiết tố nhân tạo thì sau mấy tháng, các nội tiết tố nhân tạo này sẽ bị cơ thể đào thải hết, các đặc điểm giới tính của họ sẽ trở về như ban đầu, giống như chưa có gì xảy ra.
- Giai đoạn 3 (phẫu thuật tạo hình chuyển giới): sau ít nhất 2 năm điều trị bằng nội tiết tố, khi các thay đổi về tâm sinh lý của người chuyển giới đã thuận lợi cho việc phẫu thuật, một Hội đồng y khoa với các chuyên viên nội tiết, tâm lý, phẫu thuật sẽ nghiên cứu kỹ lưỡng từng hồ sơ một. Bệnh nhân nào đủ điều kiện sẽ được chuyển sang công đoạn cuối: phẫu thuật cắt bỏ bộ phận sinh dục cũ và tạo bộ sinh dục mới.

### Chuyển giới đối với người vị thành niên
Tại một số nước, thuốc chặn tuổi dậy thì có thể được sử dụng để hạn chế ảnh hưởng của quá trình dậy thì đối với những người vị thành niên (từ đủ 16 đến dưới 18 tuổi) nếu người đó có dấu hiệu muốn chuyển giới. Tuy nhiên, việc sử dụng thuốc ngăn chặn tuổi dậy thì là điều gây nhiều tranh cãi về hậu quả. Thứ nhất, khả năng người đó không còn muốn chuyển giới khi đến tuổi thành niên (đủ 18 tuổi trở lên) là khá cao. Thứ hai là những lo ngại ngày càng tăng lên về hậu quả của thuốc chặn tuổi dậy thì đối với sức khỏe thể chất, chẳng hạn như gây tổn hại cho mật độ xương. Việc sử dụng thuốc chặn dậy thì trong thời gian dài cũng đặt ra những lo ngại về các tác dụng phụ có hại về lâu dài. Do vậy, đa số các nước không cho phép sử dụng loại thuốc này, và chỉ cho phép thực hiện chuyển giới với người từ đủ 18 tuổi trở lên

## Ảnh hưởng về văn hóa và xã hội
Bên cạnh những xung đột về tôn giáo hoặc các giá trị văn hóa, việc cho phép chuyển đổi giới tính cũng gây lo ngại về những vấn đề xã hội liên quan, ví dụ như:
- Nhiều người sẽ chuyển đổi giới tính (từ nam thành nữ) để trốn tránh nghĩa vụ quân sự, đặc biệt là khi đất nước sắp có chiến tranh.
- Chuyển đổi giới tính vì mục đích vụ lợi như gian lận thể thao, trốn truy nã, lừa đảo, mại dâm...
- Nếu người chuyển giới đang kết hôn thì sau khi chuyển giới, vợ/chồng của họ sẽ bị mất đi bạn đời và dẫn tới tan vỡ gia đình.
- Nếu người chuyển giới đã có con thì đứa trẻ sẽ bị mất đi cha hoặc mẹ trên giấy tờ tùy thân và trong cuộc sống gia đình, dẫn tới nhiều hệ lụy xấu cho đứa trẻ về sau.
- Thực hiện chuyển giới dễ dẫn tới tai biến y tế và nhiều tác dụng phụ, sức khỏe bị suy yếu và làm giảm đáng kể tuổi thọ, tạo ra gánh nặng cho gia đình, hệ thống y tế và an sinh xã hội.
- Người chuyển giới thường gặp phải các di chứng sức khỏe nên họ rất dễ bị trầm cảm, tỷ lệ tự sát cao do hối hận.
- Người tiến hành chuyển giới thường gặp phải sự phản đối của người thân, gia đình và họ hàng, về lâu dài sẽ dẫn tới các bất ổn xã hội và tâm lý chống đối Nhà nước.
- Người chuyển giới không thể sinh sản tự nhiên được nữa, làm gia tăng tình trạng già hóa dân số.

Tại khu vực châu Á, nơi các giá trị về huyết thống gia đình và thứ bậc trong quan hệ họ hàng được coi trọng, chuyển giới là một vấn đề gây nhiều phản đối trong văn hóa - xã hội. Tại các nước Đông Á (Trung Quốc, Việt Nam, Hàn Quốc...), nơi đạo đức gắn liền với quan hệ gia đình và thờ cúng tổ tiên là truyền thống lâu đời, việc chuyển giới bị coi là sự bất hiếu (vì người chuyển giới đã cố ý phá hủy cơ thể hoàn chỉnh mà cha mẹ họ đã khó nhọc sinh thành và nuôi dưỡng), khiến gia đình đau buồn và làm đổ vỡ các mối quan hệ với họ hàng thân thuộc.
Vấn đề hôn nhân của người đã phẫu thuật chuyển giới cũng là một vấn đề rất phức tạp. Nếu được thay đổi giấy tờ tùy thân, họ có thể kết hôn mà vợ/chồng họ không hề biết mình đã lấy phải người chuyển giới, tạo ra nguy cơ tan vỡ gia đình. Ví dụ, năm 2012, một người đàn ông tại Bỉ đã phát hiện ra vợ của mình thực chất là đàn ông chuyển giới, sau khi 2 người đã chung sống với nhau suốt 19 năm. Sau khi biết được sự thật, người chồng phải điều trị tâm lý do bị cú sốc quá lớn, đồng thời ông đã lập tức nộp đơn xin ly dị lên tòa án
Do có nhiều lo ngại về pháp lý và xã hội, hiện chỉ có 71 quốc gia (trên tổng số 220 quốc gia và vùng lãnh thổ) cho phép thực hiện chuyển đổi giới tính, trong đó chỉ có 10 quốc gia ở châu Á. Trong đó, nhiều nước (như Philippines) chỉ cho phép phẫu thuật chuyển giới đối với những trường hợp đặc biệt là người lưỡng tính (người có bộ phận sinh dục bị khuyết tật, không xác định rõ là nam hay nữ), còn những người có cơ thể đã hoàn thiện về giới tính thì không cho phép chuyển giới

## Ảnh hưởng về sức khỏe và tâm lý
Những rủi ro liên quan với việc tiêm nội tiết tố, cắt sửa bộ phận sinh dục và các phẫu thuật khác như bệnh ung thư (vú và tuyến tiền liệt), bệnh tim (đột quỵ, bệnh tim mạch), và tắc mạch máu não trong những người chuyển giới cũng là một vấn đề lớn và đang tiếp tục được nghiên cứu. Năm 2019, nghiên cứu của Viện tim mạch Hoa Kỳ cho thấy phụ nữ chuyển giới có nguy cơ bị đột quỵ cao gấp đôi so với bình thường, họ cũng có nguy cơ bị cục máu đông làm tắc mạch máu cao gấp 5 lần so với phụ nữ và 4,5 lần so với nam giới; nguy cơ bị đau tim cao gấp 2 lần so với phụ nữ. Cụ thể, nội tiết tố nhân tạo như estrogen và testosterone thúc đẩy nguy cơ tắc mạch máu do làm tăng nồng độ của các tế bào hồng cầu và tăng mức cholesterol xấu
Liệu pháp tiêm nội tiết tố nhân tạo (HRT) có thể làm giảm ham muốn tình dục hoặc thay đổi cách kích thích đối với phụ nữ chuyển giới. Một nghiên cứu được công bố vào năm 2014 cho thấy 62,4% phụ nữ chuyển giới được khảo sát báo cáo giảm ham muốn tình dục sau khi dùng nội tiết tố nhân tạo và/hoặc phẫu thuật tạo hình âm đạo Đối với người chuyển giới từ nữ sang nam, một trong những thay đổi thể chất đáng chú ý nhất mà nhiều người dùng testosterone phải trải qua, là sự kích thích của mô âm vật và sự to ra của âm vật. Các tác động khác có thể bao gồm teo âm đạo, nơi các mô của âm đạo mỏng và có thể tạo ra ít chất bôi trơn hơn. Điều này có thể làm cho quan hệ tình dục đau hơn và đôi khi có thể dẫn đến chảy máu.
Người chuyển giới trước khi can thiệp phẫu thuật phải sử dụng nội tiết tố trong một thời gian khá dài, khiến tâm lý bị đảo lộn, cơ thể của họ bị yếu đi trông thấy, dễ nhiễm bệnh. Tiêm không đúng cách và liều lượng có thể nguy hiểm tính mạng. Sau đó họ sẽ phải trải qua vài chục cuộc tiểu phẫu với những đau đớn và nguy cơ tai biến cả về thể chất lẫn tâm lý. Sau vài năm, họ sẽ già đi nhanh chóng, sức khỏe của họ trở nên tồi tệ do những biến chứng từ phẫu thuật và tiêm hoóc-môn, những cơn đau thể xác giày vò cả ngày lẫn đêm. Đối với nam chuyển sang nữ, những lớp mỡ sẽ biến mất, vú teo lại mà trơ ra là khung xương thô kệch của đàn ông. Đối với nữ chuyển sang nam, râu tóc của họ sẽ rụng, dương vật giả sẽ teo đi (thậm chí bị hoại tử), khung xương chậu bị tổn thương khiến đi lại khó khăn. Những người không có đủ tiền để uống/tiêm kích thích tố đều đặn thì những hậu quả này thậm chí sẽ xuất hiện nhanh hơn. Ca sĩ chuyển giới Nong Poy (Thái Lan) chia sẻ: khi chuyển giới tức là chấp nhận rút ngắn tuổi thọ xuống khoảng 20 năm, người chuyển giới khó có thể sống ngoài 40 tuổi
Sự hối tiếc dai dẳng có thể xảy ra sau khi phẫu thuật chuyển đổi giới tính. Sự hối hận có thể là do những phiền muộn về giới chưa được giải quyết, hoặc ý thức bản sắc yếu và dao động, thậm chí có thể dẫn đến tự tử. Các loại rủi ro đối với phẫu thuật chuyển giới bao gồm lão hóa nhanh, bị rối loạn nhân cách chống đối cá nhân và xã hội, sự phản đối của gia đình, rối loạn hoạt động tình dục và sự không hài lòng với kết quả phẫu thuật. Nhiều người chuyển giới không còn cảm thấy khoái cảm trong cuộc sống và tình dục như cơ thể ban đầu, nên họ cảm thấy rất thất vọng Nghiên cứu năm 2014 ở Mỹ cho thấy người chuyển giới có tỷ lệ đặc biệt cao về trầm cảm và tự sát do những thất vọng về cuộc sống sau khi chuyển giới. Tỷ lệ tự sát ở nhóm này ít nhất ở mức 30-40%, trong khi ở những ước lượng cao lên tới 50-60%
Do những hậu quả xấu về lâu dài, các bác sĩ khuyên rằng: dù mang tâm lý không chấp nhận giới tính bẩm sinh của mình thì con người cũng không nên can thiệp dao kéo vào giới tính của cơ thể, vì phẫu thuật chuyển giới để lại hệ lụy rất khó kiểm soát về sau, nhất là vấn đề tâm lý.

## Pháp luật các nước về chuyển giới

### Trung Quốc
Năm 2009, Chính phủ Trung Quốc đã quy định cấm việc thực hiện chuyển giới cho người dưới 20 tuổi, đồng thời việc phẫu thuật chuyển đổi bộ phận sinh dục là bắt buộc để đăng ký sửa đổi giới tính trên giấy tờ tùy thân của họ Những người muốn thực hiện chuyển giới cũng phải trải qua theo dõi tâm lý trong ít nhất 3 năm (phải sống công khai, ăn mặc như giới tính khác) để kiểm tra mức độ sẵn sàng chuyển giới, phải có xác nhận của 3 bác sĩ chuyên khoa tâm thần, đang không kết hôn (để tránh việc vợ/chồng họ bị mất đi bạn đời), phải được các thành viên trong gia đình chấp thuận, và phải hoàn tất quá trình phẫu thuật bộ phận sinh dục trước khi thay đổi giấy tờ tùy thân và hộ tịch

### Philippines
Ở Philippines, phẫu thuật chuyển giới chỉ được áp dụng cho các trường hợp liên quan đến tăng sản thượng thận bẩm sinh, dị tật bộ phận sinh dục và các tình trạng khuyết tật thể chất khác khiến giới tính không thể xác định rõ (người lưỡng tính). Nếu không bị khuyết tật về cơ thể thì không được chuyển giới, bởi Tòa án tối cao Philippines cho rằng: nếu cho phép những người này thay đổi giới tính trên giấy tờ tùy thân thì sẽ dẫn tới "những hậu quả nghiêm trọng và rộng khắp về chính sách pháp luật và chế độ hôn nhân" (ví dụ như việc người bình thường kết hôn nhầm với người chuyển giới, hoặc trẻ em bị mất cha/mẹ do họ đi chuyển giới).

### Singapore
Tại Singapore, chỉ những người đã phẫu thuật chuyển đổi bộ phận sinh dục mới được chính phủ Singapore cho phép thay đổi thông tin giới tính trên giấy tờ tùy thân và hộ tịch. Quy định như vậy để tránh những hệ lụy pháp lý và xã hội xảy ra do sự mâu thuẫn giữa giới tính cơ thể và giới tính ghi trên giấy tờ thùy thân Trường hợp người chuyển giới đang có quan hệ hôn nhân, thì trước khi thay đổi giới tính trên giấy tờ tùy thân và hộ tịch, quan hệ hôn nhân của họ sẽ phải được tòa án hủy bỏ (do Singapore không công nhận hôn nhân đồng giới)

### Hàn Quốc
Năm 2011, Tòa án tối cao Hàn Quốc đã ra phán quyết rằng: để một người đủ điều kiện thực hiện phẫu thuật chuyển đổi giới tính, họ phải trên 20 tuổi, độc thân và đang không có con. Sau khi đã phẫu thuật chuyển đổi bộ phận sinh dục thì người đó mới có quyền thay đổi giới tính trên giấy tờ tùy thân và hộ tịch

### Nhật Bản
Năm 2003, một đạo luật của Nhật Bản cho phép người chuyển giới thay đổi giới tính trên giấy tờ tùy thân và hộ tịch, tuy nhiên phải đáp ứng một loạt điều kiện chặt chẽ: phải trên 22 tuổi, chưa kết hôn, đã phẫu thuật chuyển đổi giới tính hoàn toàn (đã chuyển đổi bộ phận sinh dục) và không có con dưới 20 tuổi. Luật này được gọi là "Đạo luật về các trường hợp đặc biệt trong việc xử lý tình trạng giới tính đối với người bị rối loạn định dạng giới" Đến tháng 1/2019, khoảng 7.000 người Nhật đã thay đổi giới tính một cách hợp pháp. Khi đưa ra những quy định khống chế điều kiện chuyển giới như vậy, Tòa án Nhật tuyên bố họ muốn ngăn chặn "sự nhầm lẫn" trong quan hệ cha mẹ - con cái, ngăn việc trẻ em bị mất đi cha hoặc mẹ, cũng như "những thay đổi đột ngột" trong xã hội Nhật Bản

### Thái Lan
Các phẫu thuật xác định lại giới tính đã được thực hiện ở Thái Lan từ năm 1975 và Thái Lan là một trong những điểm đến phổ biến nhất trên toàn cầu cho các phẫu thuật như vậy. Tuy nhiên, pháp luật Thái Lan lại không cho phép người đã chuyển giới thay đổi giới tính trên giấy tờ tùy thân vì lo ngại những vấn đề xã hội phức tạp sẽ phát sinh (ví dụ như việc nhiều người sẽ kết hôn nhầm với người chuyển giới mà không biết). Vào tháng 7 năm 2019, một đề xuất điều chỉnh thông tin giới tính đối với các cá nhân đã thực hiện xong việc chuyển giới đã được trình lên Quốc hội Thái Lan, tuy nhiên chưa được thông qua.

### Indonesia
Người chuyển giới được phép thay đổi giới tính hợp pháp của mình trên các giấy tờ tùy thân sau khi hoàn tất phẫu thuật chuyển đổi giới tính (đã chuyển đổi bộ phận sinh dục) và nhận được sự chấp thuận của tòa án. Những cá nhân trải qua cuộc phẫu thuật như vậy sẽ có giấy tờ tùy thân ghi giới tính mới, và theo đó họ sẽ có các quyền nhân thân theo giới tính mới

### Châu Âu
36 quốc gia ở Châu Âu yêu cầu chẩn đoán sức khỏe tâm thần để được cho phép thực hiện chuyển giới, và 29 quốc gia trong số đó yêu cầu phải phẫu thuật chuyển đổi bộ phận sinh dục để được thay đổi giới tính trên giấy tờ tùy thân

### Nga
Trước đây, bộ luật năm 1997 của Nga cho phép thay đổi giới tính trên giấy tờ tùy thân, nhưng chỉ sau khi hoàn thành việc phẫu thuật chuyển đổi bộ phận sinh dục
Vào tháng 6 năm 2013, quốc hội Nga và Tổng thống Vladimir Putin đã ban hành luật cấm tuyên truyền, phân phối các tài liệu quảng bá về LGBT (đồng tính, chuyển giới) đối với trẻ em dưới 18 tuổi. Luật này cấm việc tổ chức các sự kiện cổ vũ, phát biểu ủng hộ quan hệ đồng tính hoặc việc chuyển giới khi có mặt người dưới 18 tuổi Bộ luật được cho là để bảo vệ trẻ em Nga khỏi các nội dung bất thường về giới tính và "thông tin có hại khác" Bình luận về bộ luật, Tổng thống Nga Vladimir Putin cho rằng bộ luật này là cần thiết để bảo vệ văn hóa nước Nga, tránh những phong trào gây mâu thuẫn xã hội cũng như nguy cơ gây già hóa dân số
Ngày 24 tháng 7 năm 2023, Tổng thống Nga Vladimir Putin đã ký ban hành Luật cấm chuyển giới tại Nga. Theo đó, luật mới sẽ hủy bỏ bộ luật năm 1997, nước Nga sẽ cấm thực hiện chuyển đổi giới tính và thay đổi giới tính trên giấy tờ tùy thân, trừ ngoại lệ là những người bị dị tật bẩm sinh ở bộ phận sinh dục. Các nhà lập pháp Nga nêu lý do ban hành luật này là nhằm bảo vệ các giá trị truyền thống của nước này trước "tư tưởng chống gia đình của phương Tây" Một nguồn tin cho biết luật mới sẽ không chỉ để bảo vệ giá trị gia đình mà còn đảm bảo nguồn nhân lực cho quân đội Nga. Kể từ khi chiến tranh Nga-Ucraina năm 2022 nổ ra, đã có sự gia tăng đáng kể việc nam giới Nga trả tiền cho các phòng khám tư nhân để được cấp giấy xác nhận là người chuyển giới, sau đó họ có thể thay đổi giới tính trên giấy tờ tùy thân để trốn nghĩa vụ quân sự
Chủ tịch Duma Quốc gia Nga Vyacheslav Volodin cho rằng nền công nghiệp chuyển giới đã gây ảnh hưởng xấu tới xã hội, khi số ca phẫu thuật chuyển giới ở Mỹ đã tăng 50 lần trong 10 năm qua, khoảng 1,4% thiếu niên Mỹ từ 13 - 17 tuổi đã tự coi mình là người chuyển giới vào năm 2022. Ông cho rằng "Đây là con đường dẫn đến sự suy thoái của một quốc gia", và luật cấm chuyển giới được Nga ban hành để tránh viễn cảnh tương tự

## Những quan niệm sai về Người chuyển giới
Dưới đây là một số nhận thức, quan niệm sai lầm thường gặp trong xã hội về Người chuyển giới:
Người chuyển giới là một giới tính sinh học khác biệt: Thực chất người chuyển giới có một cơ thể với giới tính hoàn chỉnh (chính xác là nam hoặc nữ), vấn đề là họ cảm nhận giới tính của mình khác với giới tính sinh học đang có. Đây là một vấn đề về mặt tâm lý, không phải về thể chất sinh lý.
Ngoài ra, cũng có những người sinh ra có bộ phận sinh dục không hoàn chỉnh, gọi là người liên giới tính - intersex (ví dụ, một đứa trẻ sinh ra vừa có dương vật lại vừa có cả buồng trứng giống nữ giới; hoặc những người có cơ quan sinh dục không rõ nam hay nữ...). Về bản chất, giới tính cơ thể của những người liên giới tính là chưa rõ ràng, không rõ là nam giới hay nữ giới. Điều này hoàn toàn khác so với những người đã có giới tính hoàn chỉnh khi sinh ra nhưng muốn chuyển đổi cơ thể sang giới tính khác.
Người chuyển giới thì luôn muốn phẫu thuật chuyển giới: Thực tế, không phải người chuyển giới nào cũng muốn phẫu thuật chuyển giới vì nhiều nguyên nhân khác nhau (do không có điều kiện tài chính, không muốn mất khả năng sinh dục, không muốn bị tác động xấu đến sức khỏe...). Tuy nhiên hầu hết đều mong muốn có thể hiện giới phù hợp với mình.
Người chuyển giới và Người đồng tính luyến ái là một: Thực ra, đồng tính luyến ái đề cập tới thiên hướng tình dục. Trong khi đó người chuyển giới nói về bản dạng giới, từ đó phân chia thành: Người hợp giới (bản dạng giới trùng với giới tính cơ thể), Người chuyển giới (bản dạng giới khác với giới tính cơ thể) và Linh hoạt giới (bản dạng giới thay đổi liên tục, lúc là người hợp giới, lúc khác thì lại muốn chuyển giới). Bản dạng giới hoàn toàn độc lập với thiên hướng tình dục. Họ có thể là người dị tính, đồng tính, song tính, toàn tính hay vô tính. Một số khác có thể cho rằng xu hướng tính dục không áp dụng đối với họ, vậy nên họ không dán nhãn cho bản thân mình. Người phi nhị nguyên có thể được coi là người chuyển giới, bởi họ nhìn nhận bản thân có giới tính không khớp với đặc điểm giới tính của cơ thể. Những ai không phải người chuyển giới thuờng là người hợp giới. Một người nam tự coi bản thân là nữ thì đó là Người chuyển giới, trong khi đó, một người đồng tính nam thì vẫn coi mình là nam giới. Nhu cầu của Người đồng tính là yêu đương người cùng giới tính, còn nhu cầu của Người chuyển giới là chuyển đổi cơ thể sang giới tính khác với cơ thể họ.